# Ga Nghi Long
Ga Nghi Long là một nhà ga xe lửa hiện đang được xây dựng nằm tại xã Nghi Long, huyện Nghi Lộc, tỉnh Nghệ An. Nhà ga là một điểm trên tuyến đường sắt Bắc Nam và nối ga Mỹ Lý với ga Quán Hành.